# Déjeunersalongen

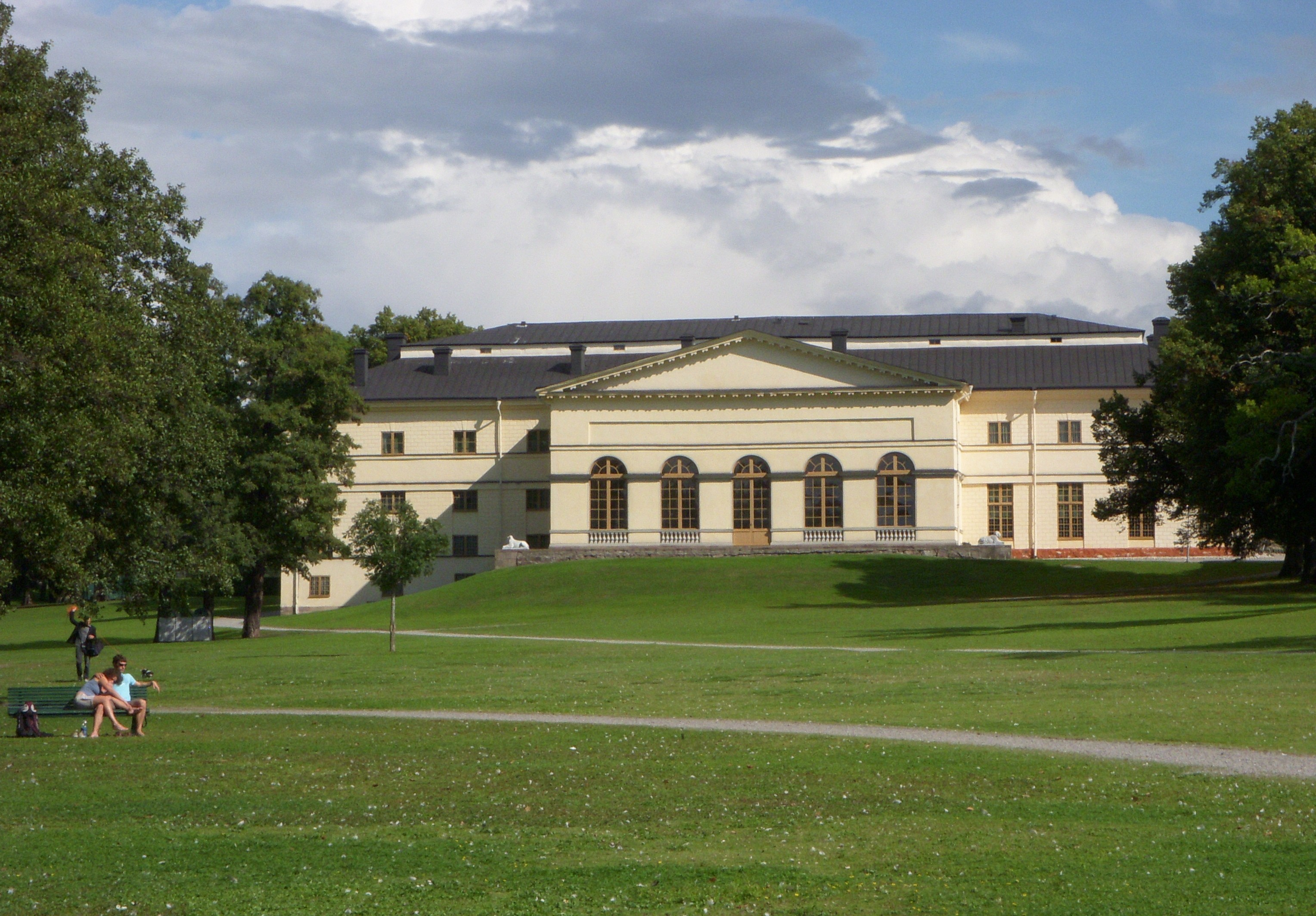
Déjeunersalongens fasad mot parken.

Déjeunersalongen (franska för frukostsalongen) är en salong inom Drottningholms slottsteater på Lovön, Stockholms län. Salongen ritades 1791 av Louis Jean Desprez och restaurerades senast mellan 1998 och 2000 genom Statens fastighetsverk. Numera används salongen för olika festliga tillställningar som 2010 då Drottning Silvia invigde utställningen "Det dukade blomsterbordet - till fest och till vardags".

## Historik

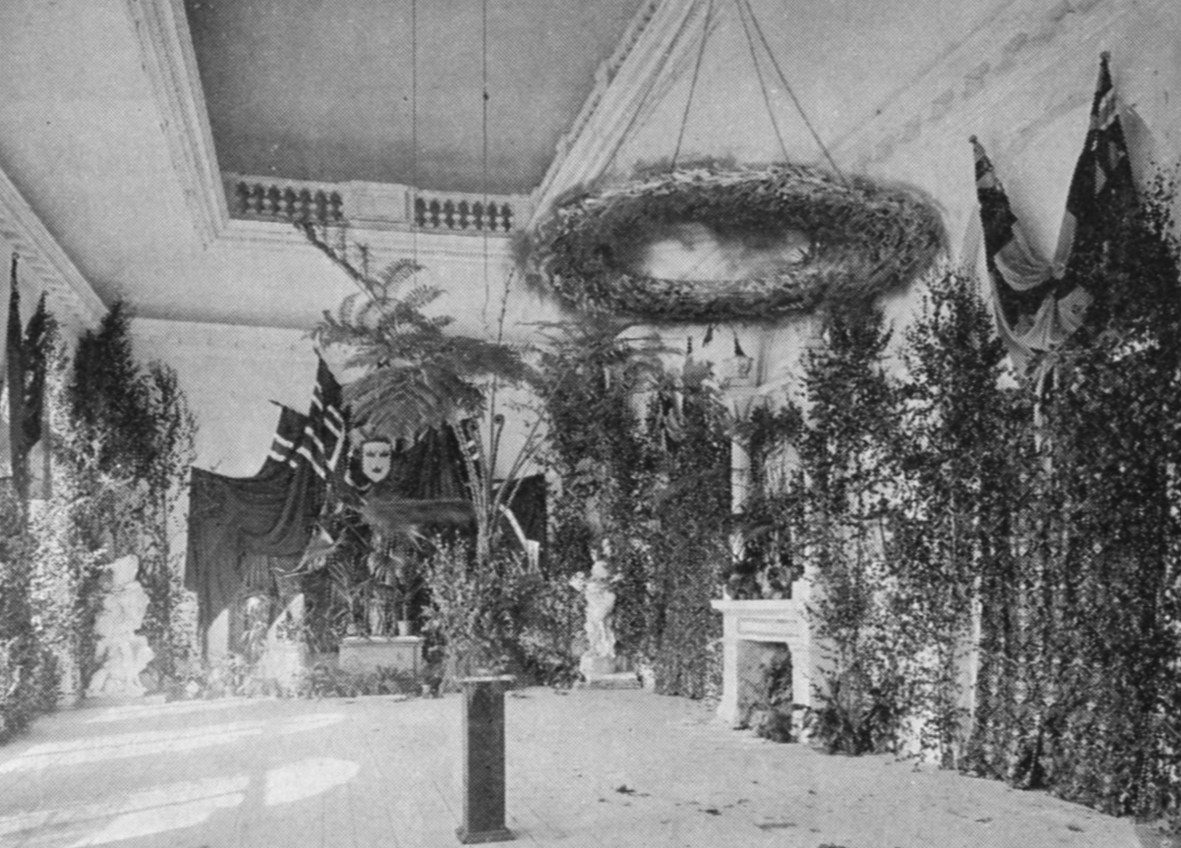
Déjeunersalongen vid kirurgkongressens bankett 1899.

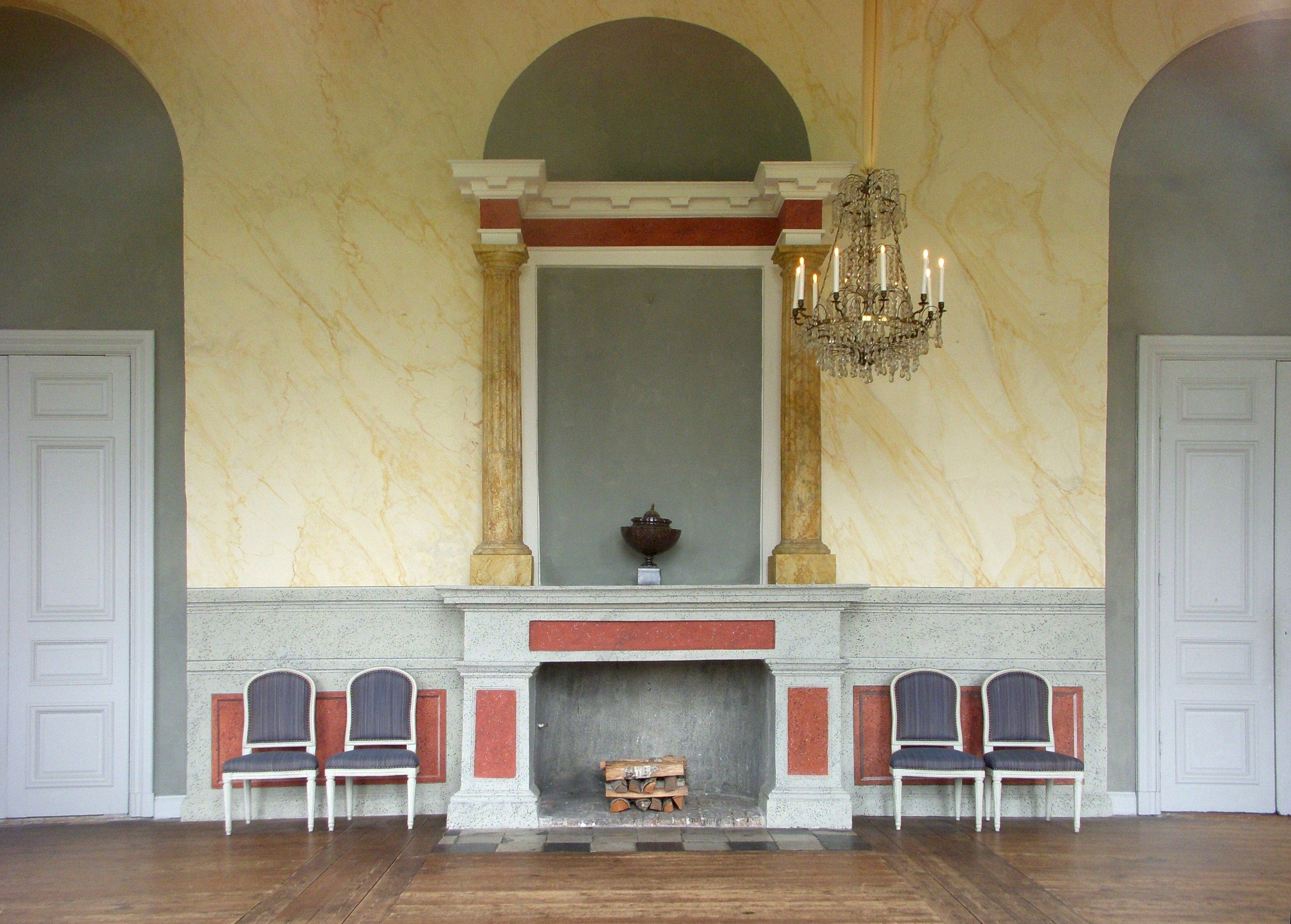
Déjeunersalongen, kamin, 2011.

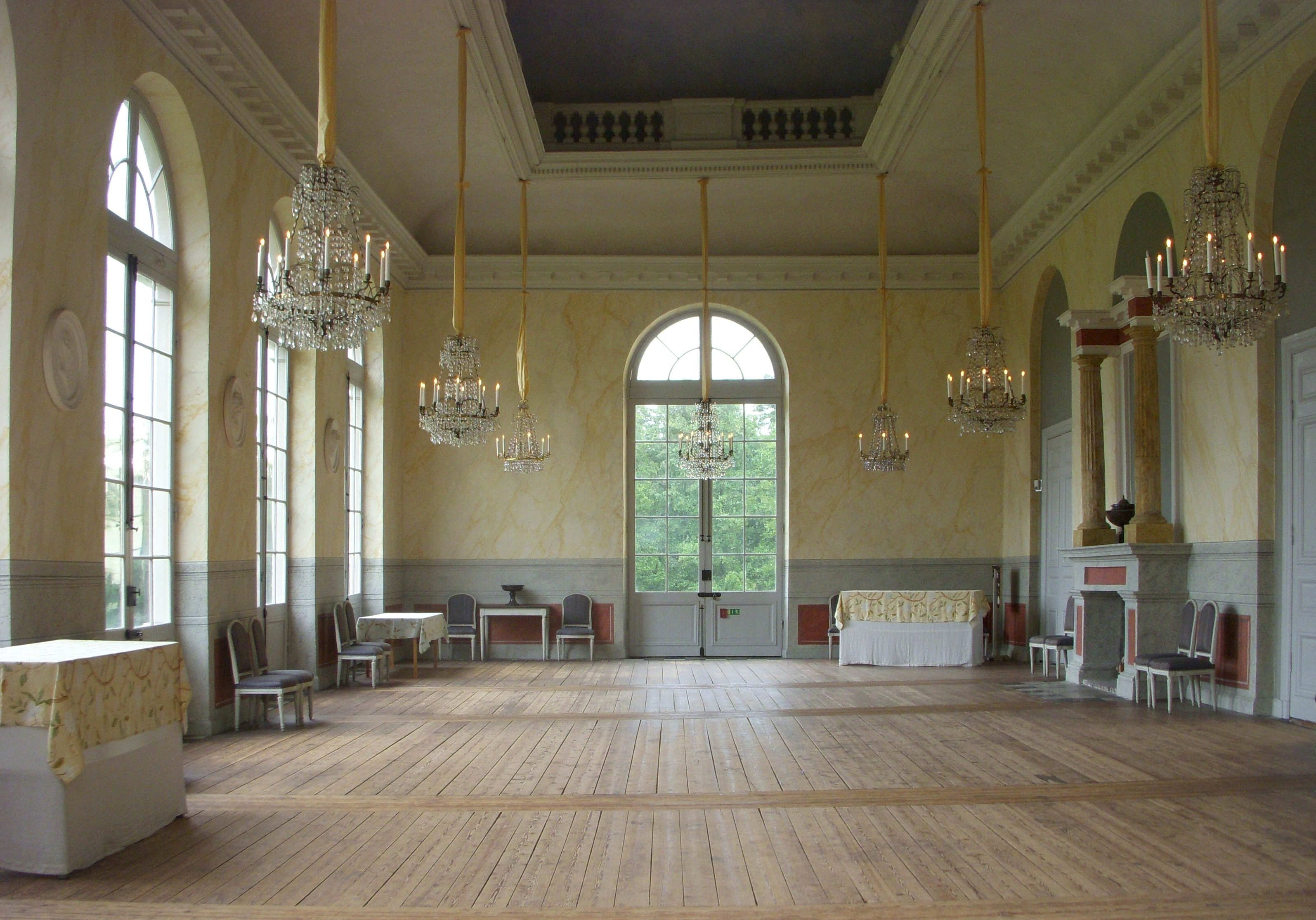
Déjeunersalongen, augusti 2011.

Drottningholms slottsteater uppfördes åren 1764-1766 efter ritningar av arkitekten Carl Fredrik Adelcrantz. Uppdragsgivare var drottning Lovisa Ulrika. År 1791 kompletterades byggnaden mot väster med en större salong. Denna gång var den franske teaterdekoratören och konstnären Louis Jean Desprez ansvarig för gestaltningen och beställare var Gustav III. 
Genom salongens stora fönster skapade Desprez en intim kontakt med den engelska parken utanför. Den nya salongen var tänkt för fester och danstillställningar och hovet brukade nyttja rummet för att inta sin frukost medan hornmusik spelade på läktaren. Därför kallades rummet även Déjeunersalongen - frukostsalongen.
I och med mordet på Gustav III 1792 avstannade alla arbeten med det då inte helt fullbordade rummet, speciellt blev interiören inte klart. Teaterlivet på slottsteatern avtog och Déjeunersalongen fick en ny funktion som sädesmagasin, måleriverkstad, stenhuggeriverkstad och bönesal. Mot slutet av 1800-talet målades hela salongen vit, men vid en rekonstruktion av väggmålningarna 1933 fann man spår av originalfärgen. Då målades väggarna i gul marmorering med en bröstningsmålning i röd och grå granitimitation mellan ljusa listmålningar. Taket utfördes enligt Desprez’ ursprungliga förslag.
År 1998 inledde Statens fastighetsverk en ny restaurering eftersom salongen hade vattenskadats och blivit sliten. Nu kunde man följa Desprez’ intensioner fullt ut och Déjeunersalongen i sin nuvarande utformning ger en bra bild hur väggarna var målade 1791.